# Reitz (Południowa Afryka)
Reitz – miasto, zamieszkane przez 3362 ludzi (2011), w Republice Południowej Afryki, w Wolnym Państwie.
Reitz jest miastem rolniczym, w okolicy uprawia się kukurydzę, pszenicę oraz hoduje bydło. Nazwę miasatu nadano na cześć prezydenta Oranii, Francisa Williama Reitza.